# Saint-Laurent-de-Carnols
Saint-Laurent-de-Carnols är en kommun i departementet Gard i regionen Occitanien i södra Frankrike. Kommunen ligger i kantonen Pont-Saint-Esprit som tillhör arrondissementet Nîmes. År 2022 hade Saint-Laurent-de-Carnols 535 invånare.

## Befolkningsutveckling
Antalet invånare i kommunen Saint-Laurent-de-Carnols
Referens:INSEE